# Bartholomäus Zitzelsberger
Bartholomäus Zitzelsberger (* 1740; † 1835) war ein deutscher Pfarrer.
Er betreute die  katholische Gemeinde der Heilig-Kreuz-Kirche in dem Münchener Ortsteil Forstenried. Seinem Betreiben war es zu verdanken, dass in dem Dorf eine Schule errichtet wurde.
Für seine Verdienste darum benannte die Stadt München 1959 eine Straße gegenüber dem Jugendwohnheim Forstenried nach ihm. 